# Einat Wilf
Einat Wilf, in ebraico עינת וילף‎? (Gerusalemme, 11 dicembre 1970), è una politica e scrittrice israeliana, Membro della Knesset per l'Indipendenza e del Partito Laburista.
Wilf si descrive come una sionista, una femminista e un'atea.

## Biografia
Einat Wilf è nata a Gerusalemme ed è cresciuta in una famiglia sionista laburista. Ha studiato alla Hebrew University High School di Gerusalemme occidentale. Ha completato il servizio militare come ufficiale dei servizi segreti nell'Unità 8200 con il grado di tenente. Successivamente è andata all'Università di Harvard, conseguendo una laurea in governo e belle arti, prima di conseguire un MBA presso l'INSEAD in Francia, e successivamente un dottorato in scienze politiche al Wolfson College, Università di Cambridge.

## Carriera
Wilf ha lavorato come consigliere per la politica estera del vice primo ministro Shimon Peres, consulente strategico presso McKinsey & Company a New York e socio accomandatario presso Koor Corporate Venture Capital in Israele. Al suo ritorno in Israele, Wilf ha lavorato come Senior Fellow presso il Jewish People Policy Planning Institute e editorialista settimanale per il quotidiano Israel HaYom. Wilf ha anche insegnato imprenditoria sociale al Sapir College, oltre ad essere ospite frequente di talk show radiofonici e televisivi israeliani e membro del comitato direttivo della conferenza presidenziale.
Nel 2007 si è candidata alla presidenza del World Jewish Congress. Si è tuttavia ritirata prima del voto. Venne eletto presidente Ronald Lauder.
Membro del Partito laburista israeliano, Wilf si è piazzata al 39º posto nella lista del partito per le elezioni del 2003, ma non è riuscita a ottenere un seggio. Ha vinto il quattordicesimo posto nella lista del partito per le elezioni della Knesset del 2009. Sebbene i laburisti abbiano vinto solo 13 seggi, Wilf è entrata alla Knesset il 10 gennaio 2010 in sostituzione di Ophir Pines-Paz, che si era ritirato dalla politica. Nel gennaio 2011, è stata una dei cinque parlamentari a lasciare il partito per fondare il nuovo Partito dell'Indipendenza sotto la guida di Ehud Barak. Ha perso il suo seggio alla Knesset nel gennaio 2013 quando il partito ha scelto di non partecipare alle elezioni.
Nel novembre 2023 ha chiesto una reazione dura al massacro di 1400 israeliani da parte di Hamas, criticando il capo del governo Benjamin Netanyahu e chiedendo un nuovo governo.

## Vita privata
Wilf è stata sposata dal 2007 al 2017 con il giornalista e personaggio televisivo tedesco Richard Gutjahr. Ha dato alla luce il loro figlio nel 2010. Poiché il giornalista non era di religione ebraica, Wilf è stata criticata per questa scelta.

## Opere
- My Israel, Our Generation, BookSurge Publishing, 2007 ISBN 1-4196-5913-8
- Back to Basics: The Road to Saving Israel's Education (at no extra cost), Yedioth Ahronot, aprile 2008
- Global actors and global politics: the case of the World Jewish Congress campaign against the Swiss Banks, tesi, Cambridge, 2008[9]
- Symposium on Rabin's legacy, autunno 2015[10]
- Winning the War of Words: Essays on Zionism and Israel, CreateSpace Independent Publishing Platform, 3 novembre 2015 ISBN 978-1515072973
- Perry Anderson's House of Zion: A Symposium, 2016[11]
- Telling Our Story: Essays on Zionism, the Middle East, and the Path to Peace, CreateSpace Independent Publishing Platform, 19 marzo 2018 ISBN 978-1515072973
- The War of Return, Kinneret Zmora-Bitan Dvir, 2018 ISBN 978-9-655-66700-4